# Dieter Wisliceny
Dieter Wisliceny (Możdżany, 13 gennaio 1911 – Bratislava, 4 maggio 1948) è stato un militare tedesco delle SS.

## Biografia
Wisliceny si unì al partito nazista nel 1933 e si arruolò nelle SS nel 1934, raggiungendo il grado di SS- Hauptsturmführer (capitano) nel 1940. Durante l'attuazione della cosiddetta soluzione finale, il suo compito era la ghettizzazione e lo smembramento di diverse importanti comunità ebraiche nell'Europa occupata dai nazisti, comprese quelle in Grecia, Ungheria e Slovacchia . Wisliceny reintrodusse la stella di David nei paesi occupati per distinguere gli ebrei dai non ebrei. Fu coinvolto nella deportazione degli ebrei ungheresi nel 1944.
Wisliceny fu un importante testimone ai processi di Norimberga e la sua testimonianza si sarebbe poi rivelata importante nel processo contro Adolf Eichmann per crimini di guerra, tenutosi in Israele nel 1961.
Fu estradato in Cecoslovacchia, dove fu processato e impiccato per crimini di guerra nel 1948.